# 毛翅燕属
毛翅燕属（学名：Stelgidopteryx）是燕科下的一个属。該屬由美國鳥類學家斯賓塞·富勒頓·貝爾德於1858年建立，他以腿部無毛、初級飛羽邊緣具有特殊形狀的纖毛作為特徵將現今的兩種毛翅燕自原先燕屬獨立成一新屬。屬名是希臘文的合成詞，由（轉寫：strigil ，指一種清潔身體用的工具「刮身板」）及 （轉寫：pterux，指「翅膀」）組成。
目前為單型屬的棕頭燕有時會被合併進該屬內，但棕頭燕的外側初級飛羽沒有帶有該「鋸齒狀」邊緣的特徵。

## 下属物种
本属包括以下兩種物种：
- 红翎毛翅燕 Stelgidopteryx ruficollis (Vieillot, 1817)
- 中北美毛翅燕 Stelgidopteryx serripennis (Audubon, 1838)